# K42
K42 — исследовательская операционная система с открытым исходным кодом. Предназначена для работы на 64-разрядных многопроцессорных системах с когерентностью кэш-памяти. Разрабатывается в Исследовательском центре IBM имени TJ Watson. Основное внимание в этой ОС уделяется производительности и масштабируемости системного ПО на крупномасштабные NUMA многопроцессорные компьютеры с разделяемой памятью.
K42 использует микроядерную архитектуру. K42 состоит из маленьких компонентов — обработчиков исключительных ситуаций, которые обслуживают микроядро, быстрого механизма межпроцессного взаимодействия (IPC) называемого защищённым вызовом процедур (PPC), и серверов для всех остальных компонентов ОС. Эти серверы существуют в отдельных адресных пространствах и зависят от скорости механизма IPC.

## История
Ядро K42 создано на основе операционной системы Tornado из Университета Торонто. K42 является третьим поколением исследований в области масштабируемости операционных систем. Вторым поколением была Tornado OS / NuMachine (англ.), а первым Hurricane OS и Hector Multiprocessor.

## Особенности
K42 поддерживает двоичный интерфейс приложений Linux для платформ PPC32 и PPC4, поэтому большинство исполняемых файлов Linux PowerPC могут работать в K42 без модификации. Более того, K42 может использовать (и использует) драйверы устройств написанные под Linux, файловые системы и различные модули.
Ещё одним преимуществом дизайна K42 является достижение настраиваемости и поддержки системы. Будучи построенной на основе объектно-ориентированной модели, она позволяет приложениям настраивать под себя, а значит и оптимизировать, требуемые службы ОС путём горячей замены исполняемых объектов уровня ядра без прерывания работы системы, то есть «на лету». Это особенно важно для таких приложений, как базы данных и веб-серверы, которым возможность управления физическими ресурсами может помочь увеличить производительность.

## Исходный код
Исходный код K42 доступен в репозитории git: http://silicoinformatics.seas.harvard.edu/kitchsrc.git